# Joseph Lepore
Joseph Lepore (* 1967  in New York City) ist ein US-amerikanischer Jazzmusiker (Kontrabass, auch Komposition) des Modern Jazz italienischer Abstammung.

## Leben und Wirken
Lepore wuchs in Salerno auf, nachdem seine Eltern nach Italien zurückgekehrt waren. Er besuchte das dortige Konservatorium, bevor er dann nach Rom zog, um in der Jazzszene der Stadt zu arbeiten. In Italien spielte er in den folgenden Jahren mit Musikern wie Bob Dorough, Antonio Faraò, Roberto Gatto, George Garzone, Steve Grossman, Tom Kirkpatrick, David Liebman, Mike Mainieri, Bob Mover, Romano Mussolini, Jimmy Owens, Enrico Pieranunzi, Tony Scott, Gary Smulyan und Eliot Zigmund. Ferner arbeitete er für TV-Shows und unterrichtete Bass und Musiktheorie in Salerno und Rom. Zwischen 1997 und 1999 gehörte er der Band des Saxophonisten Rosario Giuliani an, mit dem er auf zahlreichen Festivals gastierte.
Anschließend kehrte er nach New York City zurück und trat mit Ehud Asherie und Tommaso Cappellato im Trio 65 regelmäßig im Rainbow Room des Rockefeller Center auf. 2000 erschien das Album Music by Billy Strayhorn. Außerdem arbeitete er mit zahlreichen Musikern der New Yorker Jazzszene. Er erhielt schließlich die Gelegenheit, an der Ecole Nationale de Musique in Abidjan zu unterrichten; in Afrika tourte er 2004 als Teil des American Music Abroad Programms des State Department und des Kennedy Center mit der Sängerin Cynthia Scott. 2007 kehrte er mit dem Charlie Porter Quartet in die USA zurück; 2008 holte ihn Greg Osby in seine Band (Album 9 Levels). 2010 legte er sein Debütalbum Journal (Inner Circle Music) mit Eigenkompositionen vor, an dem Lance Murphy (Tenorsaxophon), Tim Collins (Vibraphon) und Nasheet Waits (Schlagzeug) mitwirkten. Es erfuhr positive Besprechungen im Bass Music Magazine, JazzTimes und All About Jazz („ein durchweg unterhaltsamer Auftritt“).
In den folgenden Jahren arbeitete Lepore u. a. mit Mark Turner, Joe Lovano und Jonathan Gee (Dragonfly, 2012); 2011 gründete er mit Eric Person und Shinnosuke Takahashi das Trio Kinesis (Album 2012), weiterhin spielte er mit Melissa Aldana (Second Cycle, 2012). Bei Ron Carter nahm er 2013/2014 Kontrabass-Unterricht; 2012–15 spielte er mit Paul Bollenback (Portraits in Space and Time, 2014), anschließend im Trio von Tim Armacost und Michael Petrosino. Gegenwärtig (2019) gehört er auch dem Jon Davis Trio und dem David Gibson Quintet an.